# Adnan Chuk
Adnan Chuk, född 12 augusti 1981 i Jajce, Bosnien och Hercegovina, är en svensk tidigare basketspelare, numera tränare i Jämtland Basket.
Adnan Chuk flyttade till Sverige som 11-åring och kom till Söderköping, han är idag svensk medborgare. Han var så gammal som 14-15 år när han började spela basket. Inte ens 18 år fyllda gjorde han debut i Basketligan med Norrköping Dolphins, som hela ligans yngste spelare. Han spelade i Norrköping Dolphins (1999-2001), och har även spelat för Oskarshamn Atomics (2001/2002), Mitteldeutscher BC i Tyskland (2002/2003), Norrköping Dolphins (2003-2005), Scarlet Vilvoorde Belgien (2005/2006), Press Iserlohn Tyskland (2005/2006), Jämtland Basket (2006-2007), Södertälje Kings (2008-2013) och sedan Norrköping Dolphins igen.
Adnan Chuk började som fotbollsspelare, men något år innan debuten i basketligan bestämde han sig för att lägga av med fotbollen. Då hade han redan tagit en plats i division 3-laget IK Ramunder från Söderköping.

## Tränarkarriär
2014 och 2015 var Adnan assisterande tränare för Norrköping Dolphins innan han 2016 tog över som huvudtränare för samma lag. Adnan gjorde 4 säsonger som huvudtränare åt Dolphins och där var han med att bärga ett sm-guld 2018. Adnan fortsatte sin tränarkarriär i Schweiz för Geneve Lions för att sedan år 2020 ta över som huvudtränare i Jämtland Basket.